# ويليام كولينز (سياسي)
ويليام كولينز (بالإنجليزية: William Job Collins)‏ هو جراح وسياسي بريطاني وبريطاني (وحمل سابقاً جنسية المملكة المتحدة لبريطانيا العظمى وأيرلندا)، ولد في 9 مايو 1859 بلندن في الإمبراطورية الرومانية، وتوفي بنفس المكان في 11 ديسمبر 1946. حزبياً، نشط في الحزب الليبرالي. وقد في الانتخابات العامة في المملكة المتحدة 1906 ‏، انتخب عضو برلمان المملكة المتحدة الـ28 عن دائرة St Pancras West (UK Parliament constituency) ‏ (12 يناير 1906 – 10 يناير 1910) وفي الانتخابات العمومية البريطانية في يناير 1910 ‏، انتخب عضو برلمان المملكة المتحدة الـ29 عن دائرة St Pancras West (UK Parliament constituency) ‏ (15 يناير 1910 – 28 نوفمبر 1910) وفي الانتخابات الفرعية في مجلس العموم البريطاني ‏، انتخب عضو برلمان المملكة المتحدة الـ30 عن دائرة Derby (UK Parliament constituency) ‏ (29 ديسمبر 1916 – 25 نوفمبر 1918).